# Chaconne
A chaconne (francia) vagy ciacona vagy ciaccona (olasz), eredetileg chacona, egy a 16. századból származó spanyol nemzeti tánc, a passacaglia rokona. A különbség köztük mindössze annyi, hogy a chaconne-ban mozgó basszus található, továbbá az a lehetőség is adott, hogy a basszus a felső regiszterbe kerüljön.
Igen nevezetes ciaccona a Johann Sebastian Bach szólóhegedűre írt d-moll partitájának (BWV 1004) ötödik tétele, melynek hossza a teljes partita fele. A d-moll a gyász, a drámaiság hangneme. A németalföldi többszólamú szólójáték-kultúra egy kiemelkedő darabja.